# Selección de baloncesto de Uruguay

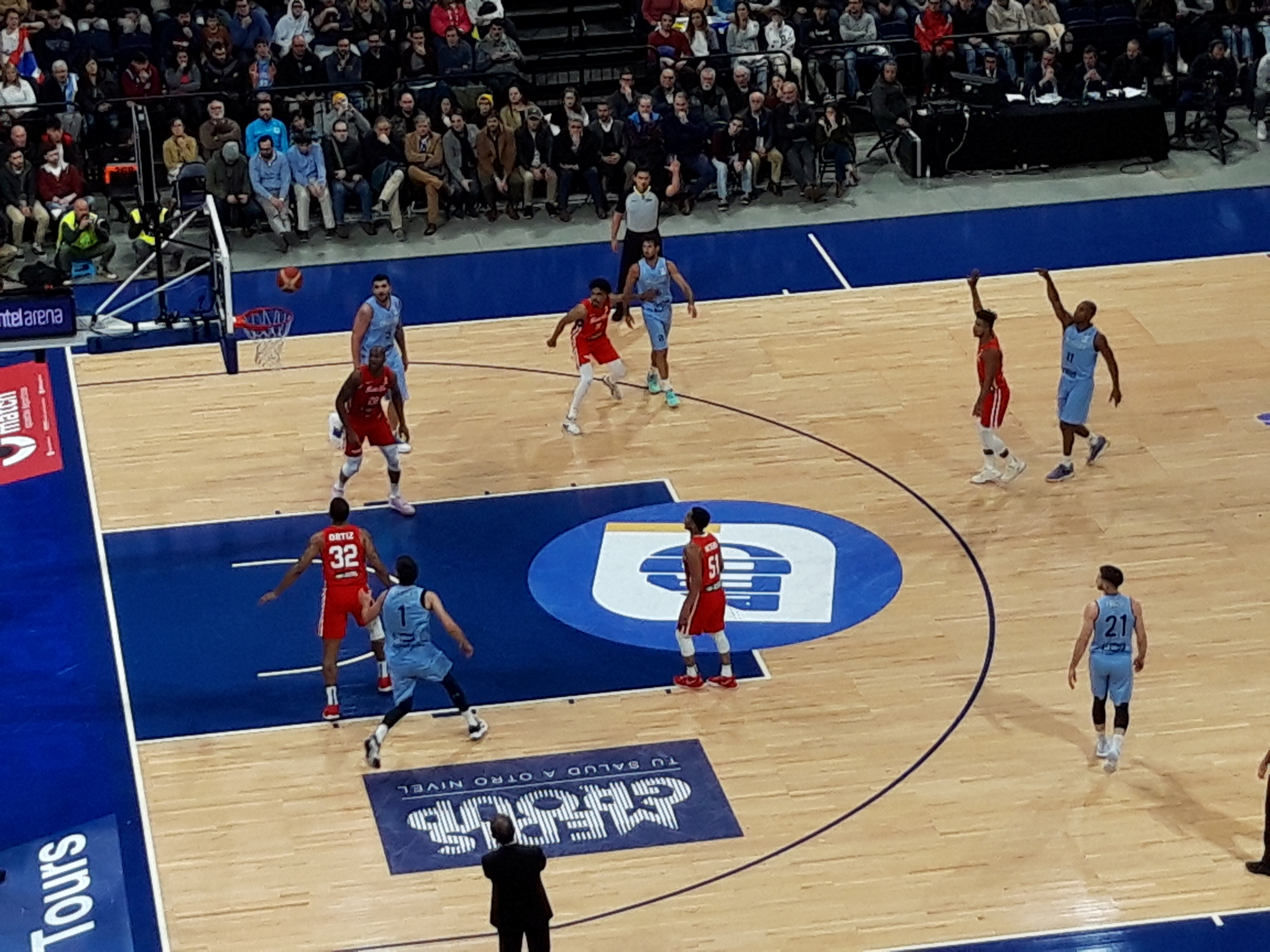
Partido ante Puerto Rico por la clasificación para la Copa Mundial de 2023

La selección de baloncesto de Uruguay es el equipo formado por jugadores de nacionalidad uruguaya que representa a la Federación Uruguaya de Basketball (FUB) en las competiciones internacionales organizadas por la Federación Internacional de Baloncesto (FIBA) o el Comité Olímpico Internacional (COI): los Juegos Olímpicos, la Copa Mundial de Baloncesto y el Campeonato FIBA Américas.
Uruguay es uno de los tres países sudamericanos en ganar medallas en el Torneo Olímpico de Baloncesto. Ganó la medalla de bronce en los Juegos Olímpicos de 1952 y 1956. Uruguay ocupa actualmente el puesto 50 en el Ranking Mundial FIBA. El equipo ha disputado siete apariciones en la Copa Mundial FIBA.

## Historia

### Campeonato Sudamericano de Baloncesto
Uruguay fue anfitrión y campeón del primer gran campeonato continental de baloncesto, el Campeonato Sudamericano de Baloncesto 1930. El evento se realizó en Montevideo y contó con la participación de cuatro selecciones sudamericanas de baloncesto. Los equipos jugaron contra cada uno de los otros tres equipos dos veces cada uno; Uruguay ganó sus seis juegos. En 1932, Uruguay perdió su primer partido de la serie del Campeonato Sudamericano de Baloncesto al caer derrotado por Chile en uno de los dos partidos que disputó contra los chilenos en la ronda preliminar. Cuando cada equipo terminó con 3-1 (cada uno de ellos derrotó a Argentina dos veces), los dos países jugaron un tercer partido para determinar el campeón, que ganó Uruguay.
Las competencias de 1934 y 1935 no terminaron tan felizmente para la selección uruguaya, ya que cada año terminó en último lugar. Con campos más grandes de 5 equipos cada año en 1937, 1938 y 1939, a Uruguay le fue algo mejor. Ocuparon el segundo lugar en 1937 y 1939 y el tercero en 1938.
Uruguay ganó su tercer campeonato en 1940, lo que supuso el regreso de la serie a Montevideo. Ese año hubo un récord de seis equipos en competición; Uruguay venció a cada uno de los otros cinco para terminar invicto. 1941 resultó en una medalla de bronce para Uruguay. El equipo jugó su segunda final de desempate en 1942, esta vez perdiendo ante Argentina para quedarse con el segundo lugar del torneo. Uruguay avanzó a la ronda final en el primer torneo de dos rondas, en 1943, terminando en el segundo lugar de la general.
Uruguay ha ganado el Campeonato Sudamericano 11 veces, las dos últimas en 1995 y 1997. El equipo se ubicó entre los cuatro primeros en todas las ediciones hasta 2016.

## Plantilla
- Lista de jugadores convocados que disputaron el Clasificatorio a la FIBA AmeriCup de 2025.

| Uruguay                   | Uruguay              | Uruguay | Uruguay | Uruguay | Uruguay           |
| Num                       | Jugador              | Pos     | Altura  | Edad    | Equipo            |
| ------------------------- | -------------------- | ------- | ------- | ------- | ----------------- |
| -                         | Luciano Parodi       | B       | 1,82 m  | 30      | Peñarol           |
| -                         | Facundo Terra        | B       | 1,88 m  | 26      | Defensor Sporting |
| -                         | Lucas Capalbo        | B       | 1,75 m  | 24      | Malvín            |
| -                         | Nicola Pomoli        | E       | 1,98 m  | 25      | Instituto         |
| -                         | Joaquín Rodríguez    | E       | 1,94 m  | 25      | Zaragoza          |
| -                         | Emiliano Serres      | A       | 2,06 m  | 27      | Peñarol           |
| -                         | Juan Ducasse         | A       | 2,06 m  | 26      | Hebraica y Macabi |
| -                         | Gianfranco Espíndola | A       | 1,96 m  | 25      | Nacional          |
| -                         | Nicolás Martínez     | A       | 2,06 m  | 21      | Malvín            |
| -                         | Martín Rojas         | AP      | 1,93 m  | 26      | Peñarol           |
| -                         | Mateo Bianchi        | AP      | 2,05 m  | 22      | Defensor Sporting |
| -                         | Kiril Wachsmann      | P       | 2,00 m  | 40      | Malvín            |
| -                         | Mauricio Arregui     | P       | 2,00 m  | 26      | Malvín            |
| Entrenador: Gerardo Jauri |                      |         |         |         |                   |

## Partidos

### Próximos encuentros
| Fecha                   | Ciudad              | Competición                     | Local    |                     | Resultado |                                                 | Visitante                      |
| ----------------------- | ------------------- | ------------------------------- | -------- | ------------------- | --------- | ----------------------------------------------- | ------------------------------ |
| 23 de febrero de 2023   | Montevideo          | Clasificación Mundial 2023      | Uruguay  | Bandera de Uruguay  | 77:88     | Bandera de Estados Unidos                       | Estados Unidos                 |
| 26 de febrero de 2023   | Montevideo          | Clasificación Mundial 2023      | Uruguay  | Bandera de Uruguay  | 69:82     | Bandera de México                               | México                         |
| 14 de agosto de 2023    | La Banda            | Preclasificatorio Olímpico 2023 | Uruguay  | Bandera de Uruguay  | 80:65     | Bandera de Colombia                             | Colombia                       |
| 15 de agosto de 2023    | La Banda            | Preclasificatorio Olímpico 2023 | Chile    | Bandera de Chile    | 78:70     | Bandera de Uruguay                              | Uruguay                        |
| 17 de agosto de 2023    | La Banda            | Preclasificatorio Olímpico 2023 | Uruguay  | Bandera de Uruguay  | 65:69     | Bandera de Islas Vírgenes de los Estados Unidos | Islas Vírgenes Estadounidenses |
| 19 de agosto de 2023    | Santiago del Estero | Preclasificatorio Olímpico 2023 | Uruguay  | Bandera de Uruguay  | 62:78     | Bandera de Bahamas                              | Bahamas                        |
| 23 de febrero de 2024   | Montevideo          | Clasificatorio AmeriCup 2025    | Uruguay  | Bandera de Uruguay  | 99:78     | Bandera de Panamá                               | Panamá                         |
| 26 de febrero de 2024   | Ciudad de Panamá    | Clasificatorio AmeriCup 2025    | Panamá   | Bandera de Panamá   | 55:77     | Bandera de Uruguay                              | Uruguay                        |
| 21 de noviembre de 2024 | Belém               | Clasificatorio AmeriCup 2025    | Brasil   | Bandera de Brasil   | 71:65     | Bandera de Uruguay                              | Uruguay                        |
| 24 de noviembre de 2024 | Pilar               | Clasificatorio AmeriCup 2025    | Paraguay | Bandera de Paraguay | 69:86     | Bandera de Uruguay                              | Uruguay                        |
| 21 de febrero de 2025   | Paysandú            | Clasificatorio AmeriCup 2025    | Uruguay  | Bandera de Uruguay  | 61:70     | Bandera de Brasil                               | Brasil                         |
| 24 de febrero de 2025   | Paysandú            | Clasificatorio AmeriCup 2025    | Uruguay  | Bandera de Uruguay  | 107:60    | Bandera de Paraguay                             | Paraguay                       |

## Entrenadores
| - Juan Antonio Collazo: 1930–1938 - Héctor López Reboledo: 1938–1942 - Raúl Canale: 1942–1949 - Albérico Passadore: 1949–1950 - Olguíz Rodríguez: 1950–1953 - Prudencio de Peña: 1953–1955 - Héctor López Reboledo: 1955–1959 - Olguíz Rodríguez: 1959–1960 - Héctor López Reboledo: 1960–1963 |  | - Olguíz Rodríguez: 1963 - Dante Méndez: 1963–1964 - Raúl Ballefín: 1964–1968 - Héctor Bassaiztegui: 1968–1971 - Ramón Etchamendi: 1971–1987 - Javier Espíndola: 1987–1992 - Víctor Hugo Berardi: 1992–1997 - César Somma: 1997–2003 |  | - Néstor García: 2003–2004 - Alberto Espasandín: 2004–2008 - Gerardo Jauri: 2008–2011 - Pablo López: 2012–2014 - Adrián Capelli: 2014–2016 - Marcelo Signorelli: 2016–2018 - Rubén Magnano: 2018–2023 - Gerardo Jauri: 2023–act. |

## Plantillas anteriores
- Juegos Olímpicos 1936: finalizó 6° de 21 equipos.

Héctor González, Alberto Martí, Amílcar Mesa, Rodolfo Braselli, Carlos Gabin, Leandro Gómez, Gregorio Agos, Tabaré Quintans, Humberto Bernasconi, Prudencio de Peña, Alejo González Roig, Víctor Latou. Entrenador: Juan Antonio Collazo
- Juegos Olímpicos 1948: finalizó 5° de 23 equipos.

Martín Acosta y Lara, Nelson Demarco, Héctor García Otero, Adesio Lombardo, Héctor Ruiz, Roberto Lovera, Carlos Roselló, Miguel Diab, Eduardo Folle, Abraham Eidlin Grossman, Gustavo Magarinos, Victorio Cieslinskas, Néstor Anton, Eduardo Gordon. Entrenador: Raúl Canale
- Juegos Olímpicos 1952: finalizó 3°  de 23 equipos.

Martín Acosta y Lara, Héctor García Otero, Adesio Lombardo, Roberto Lovera, Sergio Matto, Wilfredo Peláez, Carlos Roselló, Victorio Cieslinskas, Héctor Costa, Nelson Demarco, Enrique Baliño, Tabaré Larre Borges. Entrenador: Olguíz Rodríguez
- Campeonato Mundial 1954: finalizó 6° de 12 equipos.

Oscar Moglia, Martín Acosta y Lara, Héctor García Otero, Roberto Lovera, Nelson Demarco, Adesio Lombardo, Carlos Roselló, Omar Zubillaga, Héctor Costa, Raúl Mera, Manuel Usher Ferrer, Julio César Gully, Sergio Matto, Enrique Baliño. Entrenador: Prudencio de Peña
- Juegos Olímpicos 1956: finalizó 3°  de 15 equipos.

Oscar Moglia, Héctor García Otero, Carlos Blixen, Nelson Demarco, Raúl Mera, Héctor Costa, Ariel Olascoaga, Milton Scarón, Sergio Matto, Nelson Chelle, Carlos Gonzáles, Ramiro Cortés. Entrenador: Héctor López Reboledo
- Campeonato Mundial 1959: finalizó 9° de 13 equipos.

Héctor García Otero, Carlos Blixen, Milton Scarón, Washington Poyet, Ramiro Cortés, Sergio Matto, Nelson Chelle, Raúl Mera, Manuel Usher Ferrer, Álvaro Roca, Octavio Pedragosa, Adolfo Lubnicki. Entrenador: Olguíz Rodríguez
- Juegos Olímpicos 1960: finalizó 8° de 16 equipos.

Carlos Blixen, Washington Poyet, Milton Scarón, Héctor Costa, Raúl Mera, Nelson Chelle, Sergio Matto, Adolfo Lubnicki, Manuel Gadea, Edison Ciavattone, Waldemar Rial, Danilo Coito. Entrenador: Héctor López Reboledo
- Campeonato Mundial 1963: finalizó 10° de 13 equipos.

Carlos Blixen, Ramiro de León, Julio Gómez, Sergio Pisano, Manuel Gadea, Álvaro Roca, Waldemar Rial, Atilio Caneiro, Edison Ciavattone, Oscar Ledesma, Francisco di Matteo, Walter Márquez. Entrenador: Dante Méndez
- Juegos Olímpicos 1964: finalizó 8° de 16 equipos.

Washington Poyet, Julio Gómez, Edison Ciavattone, Álvaro Roca, Manuel Gadea, Ramiro de León, Sergio Pisano, Luis García, Waldemar Rial, Jorge Maya, Walter Márquez, Luis Koster. Entrenador: Raúl Ballefin
- Campeonato Mundial 1967: finalizó 7° de 13 equipos.

Oscar Moglia, Washington Poyet, Julio Gómez, Víctor Hernández, Omar Arrestia, Sergio Pisano, Ramiro de León, Luis García, Walter Márquez, Manuel Gadea, Daniel Borroni, Juan Ceriani. Entrenador: Raúl Ballefin
- Campeonato Mundial 1970: finalizó 7° de 13 equipos.

Omar Arrestia, Sergio Pisano, Manuel Gadea, Víctor Hernández, Ramiro de León, Luis García, Daniel Borroni, Valentín Rodríguez, José Barizo, Daniel Vannet, Walter Lage, Roberto Bomio. Entrenador: Héctor Bassaiztegui
- Campeonato Mundial 1982: finalizó 11° de 13 equipos.

Wilfredo Ruiz, Álvaro Tito, Walter Pagani, Víctor Frattini, Horacio Perdomo, Carlos Peinado, Gerardo Jauri, Germán Haller, Mario Viola, Luis Larrosa, Luis Pierri, Hebert Núñez. Entrenador: Ramón Etchamendi
- Juegos Olímpicos 1984: finalizó 6° de 12 equipos.

Wilfredo Ruiz, Horacio López, Álvaro Tito, Víctor Frattini, Walter Pagani, Juan Mignone, Horacio Perdomo, Carlos Peinado, Luis Pierri, Hebert Núñez, Luis Larrosa, Julio Pereyra. Entrenador: Ramón Etchamendi
- Campeonato Mundial 1986: finalizó 18° de 24 equipos.

Horacio López, Ramiro Cortés, Álvaro Tito, Joe McCall, Juan Mignone, Horacio Perdomo, Gabriel Waiter, Luis Larrosa, Luis Pierri, Carlos Peinado, Hebert Núñez, Gustavo Sczygielski. Entrenador: Ramón Etchamendi
- Juegos Panamericanos 1991: finalizó 7° de 10 equipos.

Alejandro Costa, Juan Blanc, Marcelo Capalbo, Jeffrey Granger, Gustavo Sczygielski, Javier Guerra, Luis Larrosa, Hebert Núñez, Horacio Perdomo, Álvaro Tito, Daniel Koster, Enrique Tucuna. Entrenador: Javier Espíndola
- Juegos Panamericanos 1995: finalizó 4° de 6 equipos.

Marcel Bouzout, Gonzalo Carneiro, Marcelo Capalbo, Federico Garcín, Jeffrey Granger, Adrián Laborda, Diego Losada, Alain Mayor, Oscar Moglia Jr., Gustavo Sczygielski, Luis Silveira. Entrenador: Luis Pierri
- Juegos Panamericanos 1999: finalizó 8° de 8 equipos.

Adrián Bertolini, Marcel Bouzout, Bruno Abratansky, Jorge Cabrera, Diego Castrillón, Diego Losada, Nicolás Mazzarino, Oscar Moglia Jr., Pablo Morales, Luis Silveira, Martín Suárez. Entrenador: Hugo Vázquez
- Juegos Panamericanos 2003: finalizó 8° de 8 equipos.

Mauricio Aguiar, Esteban Batista, Leandro García Morales, Sebastián Leguizamón, Nicolás Mazzarino, Alejandro Muro, Trelonnie Owens, Gastón Paez, Alejandro Pérez, Luis Silveira, Gustavo Szczgielsky, Emilio Taboada. Entrenador: Néstor García
- Juegos Panamericanos 2007: finalizó 3°  de 8 equipos.

Emilio Taboada, Mauricio Aguiar, Leandro García Morales, Esteban Batista, Gastón Paez, Nicolás Mazzarino, Fernando Martínez, Panchi Barrera, Claudio Charquero, Martín Osimani, Juan Pablo Silveira, Sebastián Izaguirre. Entrenador: Alberto Espasandín
- Campeonato FIBA Américas 2009: finalizó 6° de 10 equipos.

Sebastián Izaguirre, Panchi Barrera, Mauricio Aguiar, Emilio Taboada, Diego González, Reque Newsome, Leandro García Morales, Martín Osimani, Gastón Páez, Juan Pablo Silveira, Nicolás Borsellino, Esteban Batista. Entrenador: Gerardo Jauri
- Campeonato Sudamericano 2010: finalizó 3°  de 8 equipos.

Bruno Fitipaldo, Fernando Martínez, Martín Osimani, Joaquín Izuibejeres, Joaquín Osimani, Iván Loriente, Mauricio Aguiar, Mathías Calfani, Reque Newsome, Esteban Batista, Gastón Páez, Sebastián Izaguirre. Entrenador: Gerardo Jauri
- Campeonato FIBA Américas 2011: finalizó 7° de 10 equipos.

Fernando Martínez, Panchi Barrera, Mauricio Aguiar, Mathías Calfani, Bruno Fitipaldo, Sebastián Izaguirre, Leandro García Morales, Martín Osimani, Reque Newsome, Sebastián Vázquez, Nicolás Borsellino, Esteban Batista. Entrenador: Gerardo Jauri
- Campeonato Sudamericano 2012: finalizó 3°  de 8 equipos.

Jayson Granger, Panchi Barrera, Mauricio Aguiar, Mathías Calfani, Bruno Fitipaldo, Sebastián Vázquez, Leandro García Morales, Martín Osimani, Sebastián Izaguirre, Martín Aguilera, Brian Craig, Nicolás Borsellino. Entrenador: Pablo López
- Campeonato FIBA Américas 2013: finalizó 7° de 10 equipos.

Esteban Batista, Frederico Bavosi, Marcos Cabot, Mathías Calfani, Bruno Fitipaldo, Leandro García Morales, Sebastián Izaguirre, Nicolás Mazzarino, Reque Newsome, Emilio Taboada, Sebastián Vázquez, Kiril Wachsmann. Entrenador: Pablo López
- Campeonato Sudamericano 2014: finalizó 4° de 8 equipos.

Luciano Parodi, Bruno Fitipaldo, Mauricio Aguiar, Mathías Calfani, Nicolás Mazzarino, Rodrigo Trelles, Kiril Wachsmann, Martín Osimani, Martín Aguilera, Sebastián Izaguirre, Nicolás Borsellino. Entrenador: Adrián Capelli
- Campeonato FIBA Américas 2015: finalizó 8° de 10 equipos.

Santiago Vidal, Bruno Fitipaldo, Mauricio Aguiar, Mathías Calfani, Marcel Souberbielle, Martín Osimani, Hernando Cáceres, Nicolás Borsellino, Luciano Parodi, Reque Newsome, Kiril Wachsmann, Demian Álvarez. Entrenador: Adrián Capelli
- Campeonato Sudamericano 2016: finalizó 3°  de 10 equipos.

Bruno Fitipaldo, Mauricio Aguiar, Mathías Calfani, Panchi Barrera, Luciano Parodi, Juan Ducasse, Sebastián Vázquez, Esteban Batista, Federico Haller, Reque Newsome, Salvador Zanotta, Kiril Wachsmann. Entrenador: Marcelo Signorelli
- Campeonato FIBA Américas 2017: finalizó 6° de 12 equipos.

Gonzalo Iglesias, Mauro Zubiaurre, Juan Ducasse, Bruno Fitipaldo, Sebastián Izaguirre, Sebastián Vázquez, Nicolás Borsellino, Esteban Batista, Luciano Parodi, Jayson Granger, Hernando Cáceres, Kiril Wachsmann. Entrenador: Marcelo Signorelli
- Juegos Panamericanos 2019: finalizó 6° de 8 equipos.

Joaquín Rodríguez, Bernardo Barrera, Juan Ducasse, Santiago Véscovi, Santiago Moglia, Hernando Cáceres, Uriel Trocki, Juan Santiso, Nicolás Borsellino, Luciano Parodi, Kiril Wachsmann, Martín Rojas. Entrenador: Javier Isis
- Torneo Preolímpico 2020 (Victoria): finalizó 5° de 6 equipos.

Juan Ducasse, Joaquín Rodríguez, Bruno Fitipaldo, Mathías Calfani, Federico Haller, Emiliano Serres, Jayson Granger, Nicolás Borsellino, Esteban Batista, Luciano Parodi, Santiago Véscovi, Kiril Wachsmann. Entrenador: Rubén Magnano
- Campeonato FIBA Américas 2022: finalizó 10° de 12 equipos.

Gonzalo Iglesias, Joaquín Osimani, Agustín Ubal, Emiliano Serres, Joaquín Rodríguez, Esteban Batista, Sebastián Ottonello, Luciano Parodi, Salvador Zanotta, Kiril Wachsmann, Martín Rojas, Diego Peña. Entrenador: Rubén Magnano

## Historial

### Copa Mundial
Resultado General: 19.º puesto
| Copa Mundial de Baloncesto |
| --- |
| - 1950: No calificó - 1954: 6° Lugar - 1959: 9° Lugar - 1963: 10° Lugar - 1967: 7° Lugar - 1970: 7° Lugar - 1974: No calificó - 1978: No calificó - 1982: 11° Lugar - 1986: 18° Lugar - 1990: No calificó - 1994: No calificó - 1998: No calificó - 2002: No calificó - 2006: No calificó - 2010: No calificó - 2014: No calificó - 2019: No calificó - 2023: No calificó - 2027: TBD |

### Juegos Olímpicos
| Baloncesto en los Juegos Olímpicos |
| --- |
| - Berlín 1936: 6° Lugar - Londres 1948: 5° Lugar - Helsinki 1952: - Melbourne 1956: - Roma 1960: 8° Lugar - Tokio 1964: 8° Lugar - México 1968: No calificó - Múnich 1972: No calificó - Montreal 1976: No calificó - Moscú 1980: No calificó - Los Ángeles 1984: 6° Lugar - Seúl 1988: No calificó - Barcelona 1992: No calificó - Atlanta 1996: No calificó - Sídney 2000: No calificó - Atenas 2004: No calificó - Pekín 2008: No calificó - Londres 2012: No calificó - Río 2016: No calificó - Tokio 2020: No calificó - París 2024: No calificó |

### Campeonato FIBA Américas
| - 1980: 7° Lugar - 1984: - 1988: 4° Lugar - 1989: No calificó - 1992: 10° Lugar - 1993: 10° Lugar - 1995: 6° Lugar - 1997: 8° Lugar - 1999: 8° Lugar - 2001: 8° Lugar - 2003: 9° Lugar - 2005: 8° Lugar - 2007: 6° Lugar - 2009: 6° Lugar - 2011: 7° Lugar - 2013: 7º Lugar - 2015: 8º Lugar - 2017: 6º Lugar - 2022: 10º Lugar - 2025: Clasificado |

### Campeonato Sudamericano
| Campeonato Sudamericano de Baloncesto |
| --- |
| - 1930: - 1932: - 1934: 4° Lugar - 1935: - 1937: - 1938: - 1939: - 1940: - 1941: - 1942: - 1943: - 1945: - 1947: - 1949: - 1953: - 1955: - 1958: - 1960: 4° Lugar - 1961: - 1963: - 1966: 4° Lugar - 1968: - 1969: - 1971: - 1973: 4° Lugar - 1976: - 1977: - 1979: - 1981: - 1983: - 1985: - 1987: 4° Lugar - 1989: - 1991: 4° Lugar - 1993: 4° Lugar - 1995: - 1997: - 1999: 4° Lugar - 2001: 4° Lugar - 2003: - 2004: 4° Lugar - 2006: - 2008: - 2010: - 2012: - 2014: 4° Lugar - 2016: |

### Juegos Panamericanos
| Juegos Panamericanos | Juegos Panamericanos | Juegos Panamericanos | Juegos Panamericanos | Juegos Panamericanos | Juegos Panamericanos |
| -------------------- | -------------------- | -------------------- | -------------------- | -------------------- | -------------------- |
| - 1951: No calificó  |                      | - 1979: No calificó  |                      | - 2007:              |                      |
| - 1955: No calificó  |                      | - 1983: No calificó  |                      | - 2011: 8° Lugar     |                      |
| - 1959: No calificó  |                      | - 1987: 7° Lugar     |                      | - 2015: No calificó  |                      |
| - 1963: 4° Lugar     |                      | - 1991: 8° Lugar     |                      | - 2019: 6° Lugar     |                      |
| - 1967: No calificó  |                      | - 1995: 4° Lugar     |                      | - 2023: No calificó  |                      |
| - 1971: No calificó  |                      | - 1999: 8° Lugar     |                      | - 2027: ?            |                      |
| - 1975: No calificó  |                      | - 2003: 8° Lugar     |                      |                      |                      |

## Palmarés
- Juegos Olímpicos:
  -  Tercer lugar (2): 1952, 1956

- Campeonato FIBA Américas:
  -  Subcampeón (1): 1984

- Campeonato Sudamericano de Baloncesto:
  -   Campeón (11): 1930, 1932, 1940, 1947, 1949, 1953, 1955, 1969, 1981, 1995, 1997
  -  Subcampeón (13): 1937, 1939, 1942, 1943, 1945, 1958, 1961, 1968, 1971, 1977, 1985, 2006, 2008
  -  Tercer lugar (12): 1935, 1938, 1941, 1963, 1976, 1979, 1983, 1989, 2003, 2010, 2012, 2016

- Juegos Panamericanos:
  -  Tercer lugar (1): 2007